# Charles Henry de Soysa
Charles Henry de Soysa (3 mars 1836 - 29 septembre 1890) était un philanthrope,, homme le plus riche de son pays, le Sri Lanka, au XIXe siècle.
Le parc Viharamahadevi a été implanté sur un terrain, rétrocédé au XIXe siècle par  Charles Henry de Soysa,.